# Andrej Karlov
Andrej Gennadʹevič Karlov (in russo Андре́й Генна́дьевич Ка́рлов?; Mosca, 4 febbraio 1954 – Ankara, 19 dicembre 2016) è stato un politico e diplomatico russo, ambasciatore in Corea del Nord dal 2001 al 2006 e in Turchia dal 2013 al 2016.
È stato assassinato il 19 dicembre 2016 mentre presenziava a una mostra d'arte in Turchia, a seguito di colpi d'arma da fuoco sparatigli a breve distanza da Mevlüt Mert Altıntaş, un giovane poliziotto locale. Il tragico episodio è stato immortalato in una serie di scatti fotografici dal fotografo Burhan Ozbilici, che per questo ha ricevuto il World Press Photo of the Year.

## Biografia
Nativo di Mosca, si laureò all'Università Statale di Mosca per le Relazioni Internazionali nel 1976 e subito dopo intraprese la carriera diplomatica.
Seguì poi un lungo periodo di lavoro presso l'ambasciata in Corea del Nord, dove ricoprì anche la carica di ambasciatore dal 2001 al 2006. In seguito fu nominato vice direttore generale per gli Affari Consolari al ministero degli Esteri russo.
Nel luglio 2013 era stato nominato ambasciatore russo in Turchia.